# SEAT Arosa
SEAT Arosa (рус. СЕАТ Ароса) — городской автомобиль испанской компании SEAT. Автомобиль дебютировал в марте 1997 года на Женевском автосалоне. Рестайлинговая версия была представлена в апреле 2000 года на автосалоне в Париже и выпускалась до 2004 года.